# Benton City (Waszyngton)
Benton City – miasto w Stanach Zjednoczonych, w stanie Waszyngton, w hrabstwie Benton.